# 札西秋宗

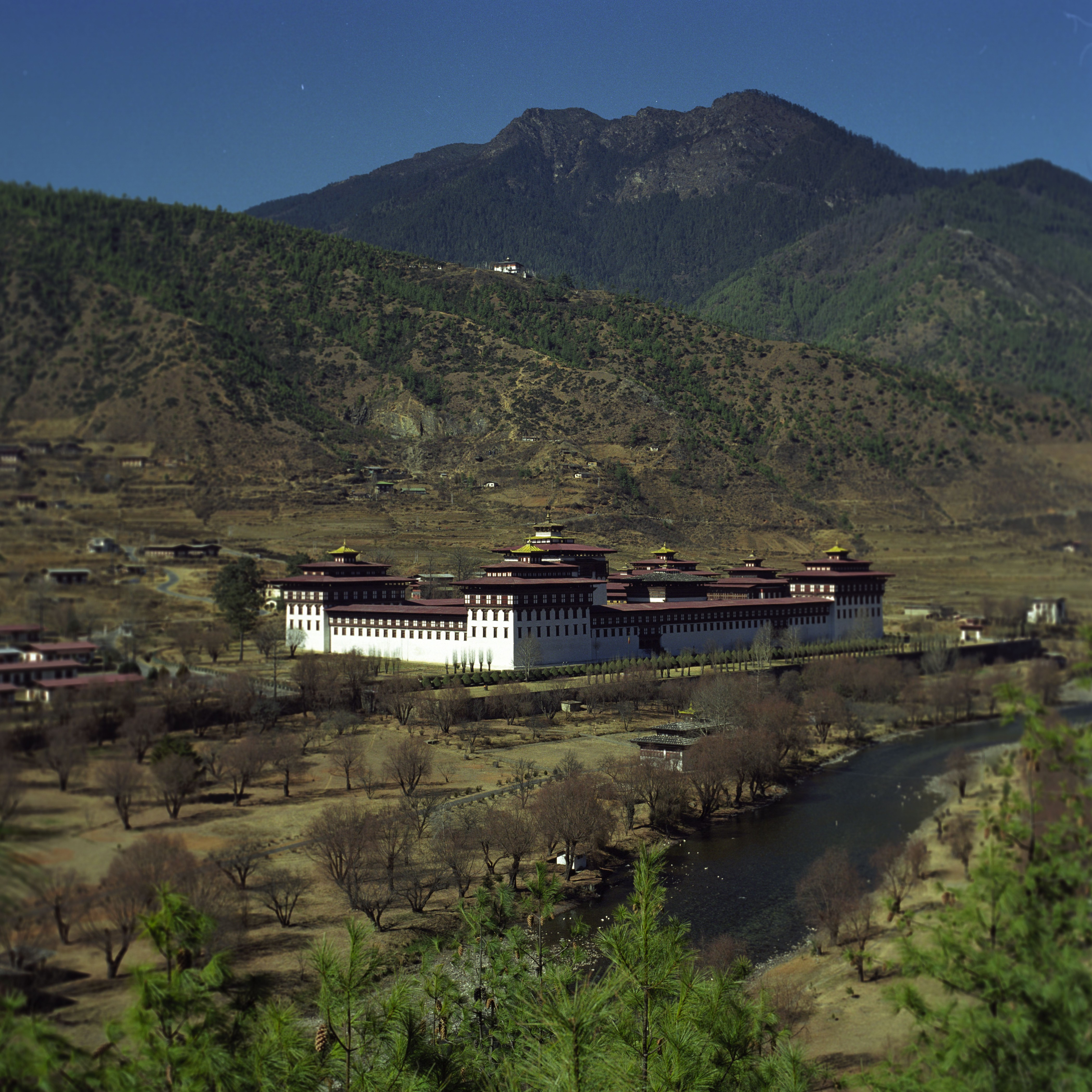
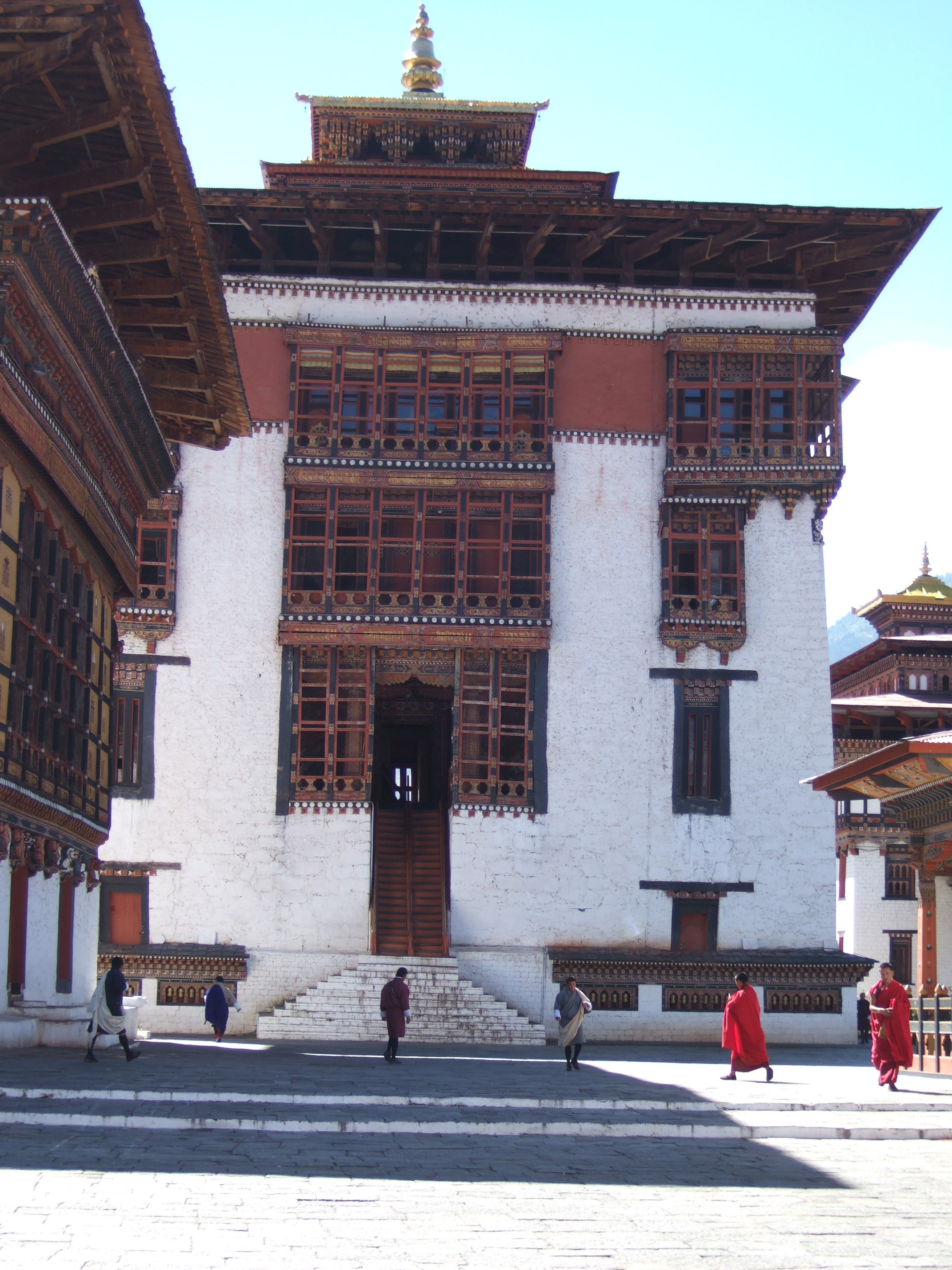
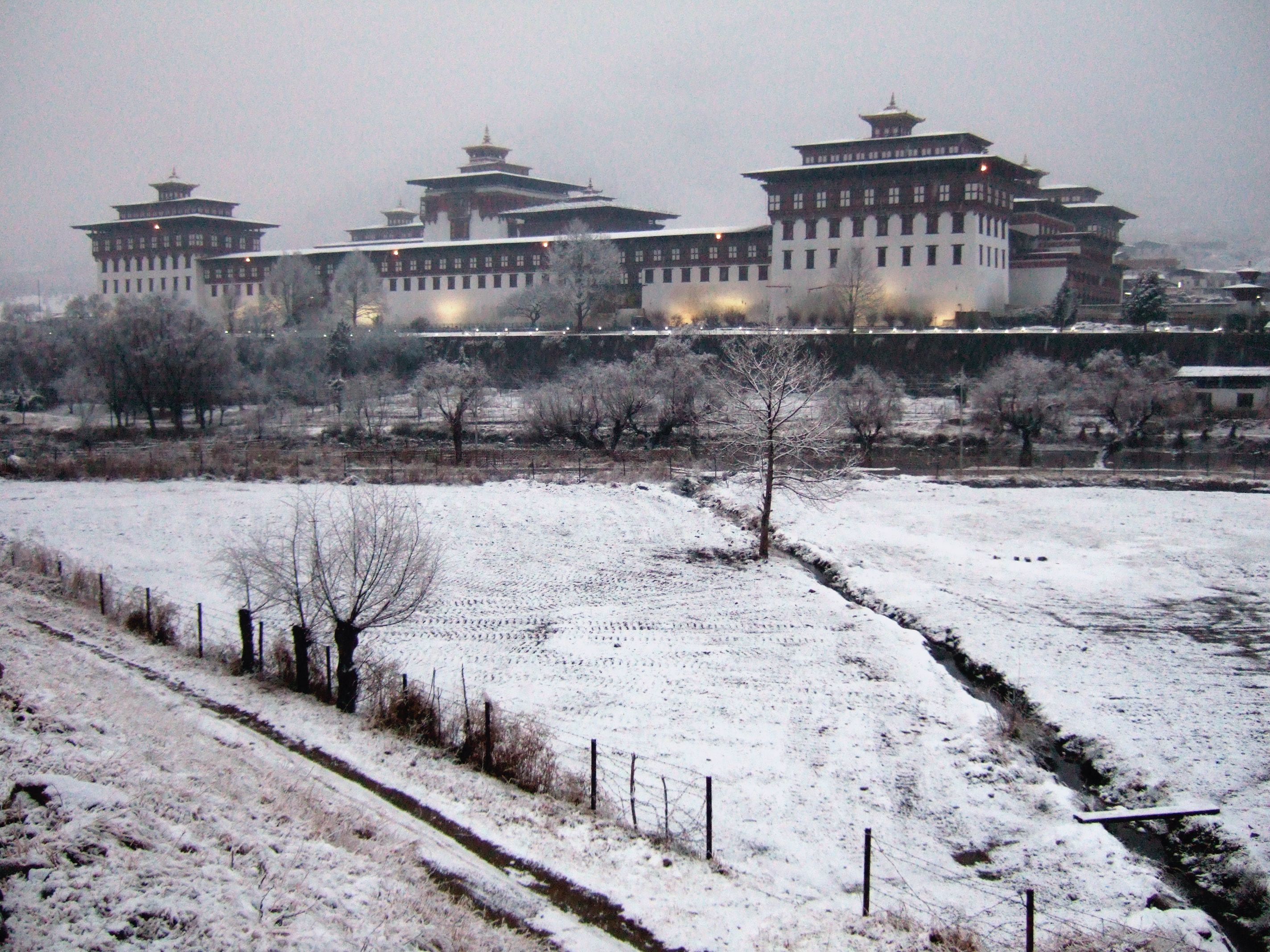

27°29′22″N 89°38′6″E / 27.48944°N 89.63500°E
札西秋宗是集政、教、法於一身的藏传佛教僧院兼城堡建築，位於不丹廷布的北部邊緣，旺河的西岸。為歷年宗教領袖(Druk Desi)的所在地，這裡和自1907年創立的君王辦公室結合，為夏天的首都。1953年，王室新建的德欽楚林宮位於其北方四公里處。

## 外部連結
- 札西秋宗
- 札西秋宗